# Associació Excursionista d'Etnografia i Folklore
L'Associació Excursionista d'Etnografia i Folklore (AEEF) és una entitat excursionista de Barcelona fundada el 1945.
L'AEEF és una entitat excursionista i cultural nascuda el novembre de l'any 1945, amb la finalitat d'agrupar en una sola entitat els afeccionats a la muntanya i folkloristes que recorrien el país amb l'esperit heretat de la Renaixença, recollint els seus trets culturals autòctons. Els primers associats provenien del Centre Excursionista els Blaus de Sarrià, als quals s'uniren, posteriorment, diversos folkloristes que tenien el propòsit de recuperar i mantenir el folklore català. Joan Rigall i Casajuana (1885-1960), alumne de Rossend Serra i Pagès, dansaire de l'Esbart de Dansaires i fundador de l'Esbart Folklore de Catalunya i de l'Institut de Folklore de Catalunya, va ser el seu primer president. L'AEEF, que té seccions de muntanya, esquí, etnografia i folklore, i reuneix uns 430 socis, fou també la responsable de la introducció del tir amb arc a Catalunya el 1947, quan organitzà el primer concurs durant uns campaments a Centelles. Entre les seves activitats es troba també un esbart, anomenat Esbart de l'Associació Excursionista d'Etnografia i Folklore.
L'any 1995, en motiu dels 50 anys de l'Associació, es van editar uns Goigs dedicats a sant Jordi, patró de l'entitat.